# Megareu
Rei de Mégara, na Mitologia Grega. Megareu era irmão de Abrota, esposa de Niso..
Segundo os beócios da época de Pausânias, Megareu, filho de Posidão, com um exército de beócios, foi auxiliar Niso na guerra contra o rei Minos.  . Caiu em batalha e esse local, que antes se chamava Nisa, passou a chamar-se Mégara.
Segundo a tradição de Mégara da mesma época, que não relatava a guerra contra Minos e a captura de Mégara durante o reinado de Niso, Megareu, filho de Posidão, se casou com Ifinoé, filha de Niso, e sucedeu Niso como rei de Mégara .
Seus dois filhos morreram antes dele: o mais velho, Timalcus, foi morto por Teseu durante a campanha dos dióscuros contra Aphidna, e Euippus foi morto pelo Leão de Citerão.
Megareu prometeu sua filha Euaechme e a sucessão do reino a quem matasse o leão, o que foi feito por Alcatos, filho de Pélops.